# Мышковский, Пётр
Пётр Мышковский (около 1510, Пшецишув — 5 апреля 1591, Краков) — римско-католический и государственный деятель Речи Посполитой, секретарь великий коронный (с 1559 года), епископ плоцкий (1567—1577) и краковский (1577—1591), подканцлер коронный (1559), схоластик краковский, декан краковский (1550) и секретарь королевский.

## Биография
Представитель польского дворянского рода Мышковских герба «Ястржембец». Сын королевского ротмистра Яна Мышковского из Пшецишува. Брат — бургграф краковский, староста освенцимский и заторский Зыгмунд Мышковский (ум. 1578).
Учился в Краковской Академии с 1527 года при финансовой поддержки епископа краковского Петра Томицкого. Дальнейшее образование получил в Падуе (после 1535 года) и Риме (1542 год). В 1544 году был назначен каноником краковским и гнезненским. Он накопил огромное состояние и создал из имения Пиньчув родовую ординацию, которая после пресечения рода Мышковских перешла по женской линии в руки рода Велёпольских.
Пётр Мышковский служил секретарем при польском короле Сигизмунде II Августе, а в 1559 году был назначен подканцлером коронным. В 1567 году он получил сан епископа плоцкого, а с 1577 года — епископ краковский.
Участвовал в подписании Люблинской унии между Польским королевством и Великим княжеством Литовским в 1569 году. В 1573 году на элекционном сейме поддержал кандидатуру французского принца Генриха Анжуйского на польский престол.
В качестве епископа краковского Пётр Мышковский выступал за издание антиарианских эдиктов. В 1580 году он созвал епархиальный синод. Расширил дворцы краковских епископов в Кельце и Бодзентыне. Поддерживал деятельность иезуитов. Во время его правления ксендз Пётр Скарга основал в Кракове Архибратство Милосердия. Помогал также ордену доминиканцев. Собрал вокруг себя многих интеллектуалов и учёных. Он был покровителем Яна Кохановского.
Пётр Мышковский был похоронен в часовне св. Доминика в базилике Святой Троицы в Кракове. Эта часовня была произведением итальянского архитектора Санти Гуччи и стала мавзолеем рода Мышковских.
В 1575 году на Элекционный сейм|элекционном сейме поддержал кандидатуру германского императора Максимилиана II Габсбурга на польский королевский престол.